# Abuso econômico
Abuso econômico é uma forma de Abuso em que uma pessoa abusiva controla o acesso da vítima a recursos econômicos, o que diminui a capacidade da vítima de se sustentar e a obriga a depender financeiramente do agressor.
Está relacionado, ou também é conhecido como abuso financeiro, que é o uso ilegal ou não autorizado de propriedade, dinheiro, caderneta de poupança ou outros bens de uma pessoa (incluindo alterar o testamento da pessoa para nomear o agressor como herdeiro), muitas vezes obtendo fraudulentamente procuração e, em seguida, privando a vítima de dinheiro ou outros bens, ou expulsando-a de sua própria casa. O abuso financeiro se aplica tanto ao Abuso contra idosos quanto à Violência doméstica.
Uma distinção fundamental entre abuso econômico e abuso financeiro é que o abuso econômico também inclui o controle do potencial de ganho presente ou futuro de alguém, impedindo-o de obter emprego ou educação.

## Papel na violência doméstica
O abuso econômico em uma situação doméstica pode envolver:
- Impedir que um convivente adquira recursos, como restringir sua capacidade de conseguir emprego, manter ou progredir na carreira e adquirir bens.
- Impedir que a vítima obtenha educação.
- Gastar o dinheiro da vítima sem seu consentimento e contrair dívidas, ou gastar completamente suas reservas, limitando os recursos disponíveis.
- Explorar os recursos econômicos da vítima.[1][2][3]

Em sua forma extrema (e comum), isso envolve colocar a vítima em uma "mesada" rígida, retenção de dinheiro à vontade e forçar a vítima a implorar por dinheiro até que o agressor conceda alguma quantia. É comum que a vítima receba cada vez menos dinheiro à medida que o abuso continua. Isso também inclui (mas não se limita a) impedir que a vítima conclua a Educação ou obtenha Emprego, ou desperdiçar ou usar indevidamente recursos comunitários.

### Mecanismo de controle
O abuso econômico é frequentemente usado como um mecanismo de controle como parte de um padrão maior de violência doméstica, que pode incluir abuso verbal, abuso emocional, abuso físico e abuso sexual. O abuso físico pode incluir ameaças ou tentativas de matar o convivente. Ao restringir o acesso da vítima a recursos econômicos, o agressor limita as possibilidades de a vítima sair do relacionamento abusivo ou violento.
O agressor pode combinar abuso econômico com outras formas de violência doméstica:
- Usar força física ou ameaça de violência para obter dinheiro.
- Fornecer dinheiro em troca de atividade sexual.
- Controlar o acesso a um telefone, veículo ou a possibilidade de fazer compras; outras formas de isolamento.
- Ameaçar expulsar os conviventes da casa sem suporte financeiro.
- Explorar a desvantagem econômica da vítima.
- Destruir ou tomar recursos dos conviventes.
- Culpar a vítima pela incapacidade de administrar dinheiro; ou instigar outras formas de abuso econômico, como destruição de propriedade.

A vitimização ocorre em todos os níveis socioeconômicos, e quando as vítimas são questionadas sobre por que permanecem em relacionamentos abusivos, "falta de renda" é uma resposta comum.

### Impactos no trabalho
Existem várias formas pelas quais agressores podem afetar os recursos econômicos de uma vítima. Como mencionado anteriormente, o agressor pode impedir que a vítima trabalhe ou dificultar muito a manutenção de um emprego. Ele também pode impedir sua capacidade de obter uma educação. Chamadas telefônicas frequentes, visitas-surpresa e outras atividades de assédio interferem no desempenho de trabalho do convivente. No caso de um convivente ser homossexual, bissexual, transgênero ou questionar sua sexualidade (LGBTQ), o agressor pode ameaçar "sair do armário" com o empregador.
A Coalizão Nacional Contra a Violência Doméstica nos Estados Unidos relata que:
- 25–50% das vítimas de abuso por um parceiro perderam o emprego devido à violência doméstica.
- 35–56% das vítimas de violência doméstica são assediadas no trabalho por seus parceiros.[7]

### Impacto da falta de recursos econômicos
Ao negar à vítima o acesso a dinheiro, como proibir a manutenção de uma conta bancária, ela fica totalmente dependente financeiramente do agressor para abrigo, alimentação, vestuário e outras necessidades. Em alguns casos, o agressor pode reter essas necessidades, incluindo remédios e produtos de higiene pessoal. Ele também pode limitar severamente a capacidade de deixar a situação abusiva ao se recusar a pagar pensão alimentícia ou pensão conjugal determinada por ordem judicial.
Os agressores também podem obrigar suas vítimas a obter crédito e então, por meio de atividades negligentes, arruinar sua classificação de crédito e capacidade de obter empréstimos. Essa forma de abuso também é conhecida como dívida forçada.

### Gerenciando o abuso econômico
Existem várias formas de gerenciar o abuso econômico: garantir o acesso seguro a registros pessoais e financeiros importantes, assegurar que as atividades de pesquisa não sejam rastreáveis e, se acreditarem que vão deixar a convivência, devem se preparar antecipadamente.
No Reino Unido, a organização de caridade Surviving Economic Abuse oferece recursos para desvincular-se de agressores, dívidas, serviços bancários e habitação.

## Papel no mate crime
Exemplos de abuso econômico no mate crime incluem:
- Roubo de dinheiro da vítima
- Tomar dinheiro ou itens emprestados da vítima sem intenção de pagamento ou devolução
- Uso indevido de itens pagos com o dinheiro da vítima (por exemplo, consumir alimentos armazenados na despensa da vítima)

Os perpetradores de mate crime podem visitar rotineiramente as vítimas nos momentos em que recebem dinheiro, como benefícios de assistência social, para maximizar esse abuso.

## Papel no abuso contra idosos

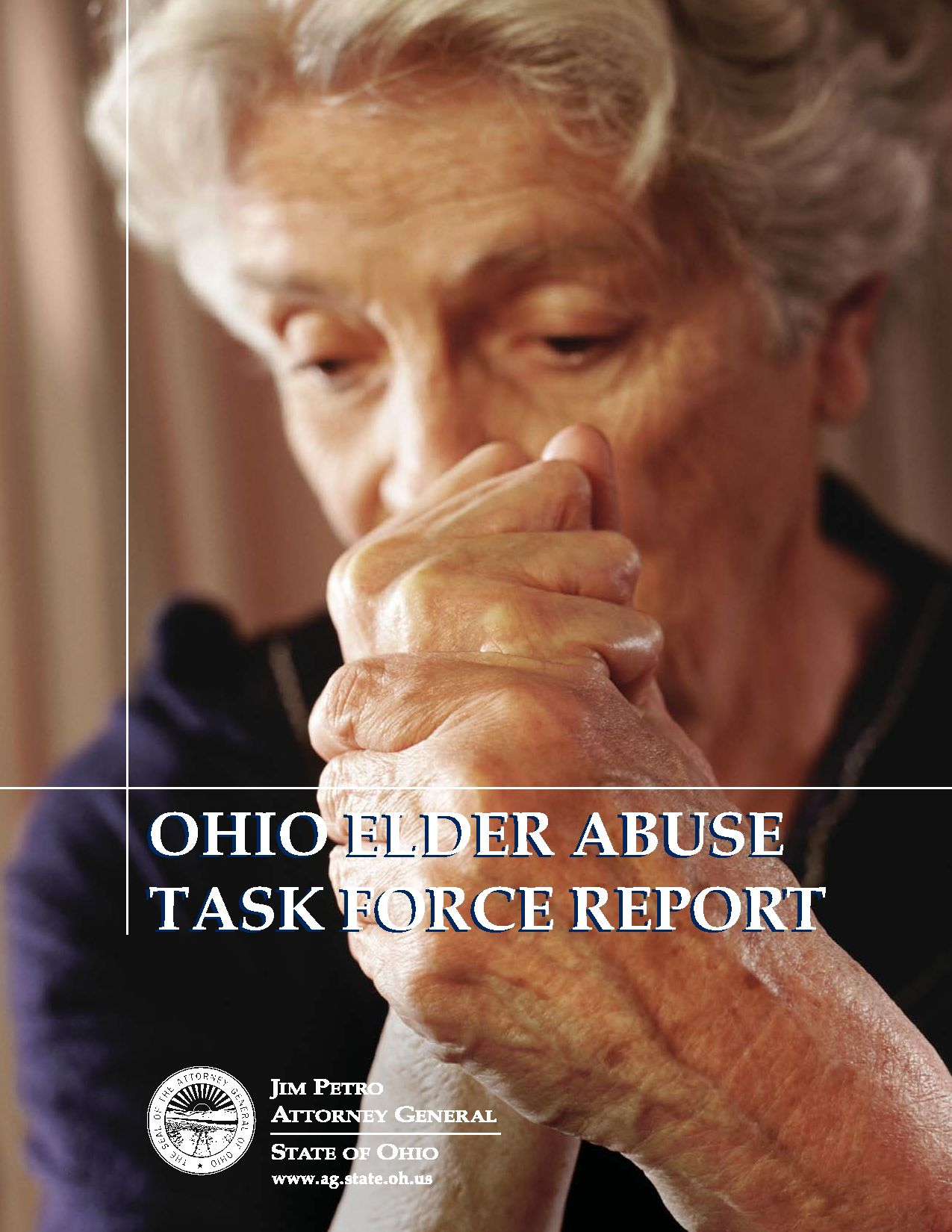
O abuso financeiro contra idosos é tão comum que é uma área de estudo intensa nos Estados Unidos.

Os idosos às vezes são vítimas de abuso financeiro por parte de pessoas de sua família:
- Dinheiro ou bens são usados sem sua permissão ou tomados deles.
- Sua assinatura é falsificada para transações financeiras.
- Coagidos ou influenciados a assinar escrituras, testamentos ou procurações.
- Iludidos a acreditar que o dinheiro é trocado pela promessa de cuidados vitalícios.[10]

Os familiares envolvidos no abuso financeiro de idosos podem incluir cônjuges, filhos ou netos. Eles podem realizar a atividade porque se sentem justificados, por exemplo, acreditam que estão tomando algo que poderiam herdar mais tarde ou têm uma sensação de "direito" devido a um relacionamento pessoal negativo com a pessoa idosa. Ou podem tomar dinheiro ou bens para impedir que outros familiares obtenham o dinheiro ou por medo de que sua herança seja perdida devido ao custo do tratamento de doenças. Às vezes, os familiares tomam dinheiro ou bens dos idosos devido ao jogo ou outros problemas financeiros ou abuso de substâncias.
Estimativas indicam que cerca de 5 milhões de idosos nos Estados Unidos são vítimas de abuso financeiro a cada ano.

## Legislação

### Estados Unidos
O Survivors’ Empowerment and Economic Security Act foi introduzido pelo 110º Congresso dos Estados Unidos no Senado (S. 1136) e na Câmara dos Representantes (H.R. 2395) para permitir maior liberdade econômica às vítimas de violência doméstica, fornecendo benefícios emergenciais de curto prazo quando necessário, garantindo licença no emprego e compensação de desemprego, e proibindo restrições de seguro ou discriminação no emprego contra vítimas de violência doméstica.

### Reino Unido
O abuso econômico é reconhecido oficialmente na legislação do Reino Unido. Foi definido pela primeira vez na lei no Domestic Abuse Act 2021 , que foi apresentado ao parlamento no início de 2020 e recebeu Consentimento Real em 29 de abril de 2021. A lei define abuso econômico como qualquer comportamento que tenha um efeito adverso substancial na capacidade de uma vítima de adquirir, usar ou manter dinheiro ou outros bens, ou obter bens ou serviços. A lei também prevê a criação do cargo de Comissário de Violência Doméstica para monitorar a resposta do governo à violência doméstica. Anteriormente, o abuso econômico podia ser processado como comportamento controlador ou coercitivo sob o Serious Crime Act 2015.

## Leitura complementar
- Manisha Thakor e Sharon Kedar (2007). On My Own Two Feet: A Modern Girl’s Guide to Personal Finance. Adams Business. ISBN 1-59869-124-4.
- Manisha Thakor e Sharon Kedar (2009). Getting Financially Naked: How To Talk Money With Your Honey. Adams Media. ISBN 1-4405-0201-3.